# Weißkirchen (Oberursel)
Weißkirchen is een plaats in de Duitse gemeente Oberursel (Taunus), deelstaat Hessen, en telt 5300 inwoners (2005).